# Athis (geslacht)
Athis is een geslacht van vlinders van de familie Castniidae, uit de onderfamilie Castniinae.

## Soorten
- A. ahala (Druce, 1896)
- A. amalthaea (Druce, 1890)
- A. bogota (Strand, 1912)
- A. clitarcha (Westwood, 1877)
- A. delecta (Schaus, 1911)
- A. flavimaculata (J.Y. Miller, 1972)
- A. fuscorubra (Houlbert, 1917)
- A. hechtiae (Dyar, 1910)
- A. inca (Walker, 1854)
- A. palatinus (Cramer, 1777)
- A. pinchoni (Pierre, 2003)
- A. rutila (R. Felder, 1874)
- A. superba (Strand, 1912)
- A. therapon (Kollar, 1839)
- A. thysanete (Dyar, 1912)